# Peter von Chlumecký
Peter Ritter von Chlumecký (en tchèque : Petr rytíř Chlumecký), né le 30 mars 1825 à Trieste et mort le 29 mars 1863 à Brno, est un historien. 

## Biographie
Peter Ritter von Chlumecký naît le 30 mars 1825 à Trieste.
Il passe sa jeunesse à Trieste, Zara et Goritz. En 1837, il s'installe avec sa famille à Brno. Après avoir terminé le gymnasium, il étudie le droit et la politique aux universités d'Olomouc et de Vienne.